# Céderic
Céderic is jongensnaam, afgeleide naam van de naam Cédric (Frans-/Nederlandstalige gebieden) of Cedric (Engelstalige gebieden).
Dit is weer afgeleid van Cerdic, de eerste Angelsaksische koning van Wessex. Betekenis: vriendelijk, mild, toonbeeld, machtig en strijdlustig.
Voor de betekenis worden verschillende verklaringen geopperd:
- Uit het Welshe Ceredig = 'vriendelijk'
- Samengestelde Welshe naam: Ced- = 'mildheid' en -drych = 'voorbeeld', 'toonbeeld', wat dus 'toonbeeld van mildheid' maakt
- Samengestelde Keltische naam:Céd- komt van Kad- = ' strijd' en -ric = 'machtig', wat dus 'machtig in de strijd' of 'machtig strijder' betekent